# Женская сборная Эквадора по баскетболу 3×3
Женская сборная Эквадора по баскетболу 3×3 представляет Эквадор на международных соревнованиях по баскетболу 3×3. Управляющим органом является Федерация баскетбола Эквадора (исп. Federación Ecuatoriana de Basquetbol, FEB).
По состоянию на 16 сентября 2024, женская сборная Эквадора по баскетболу 3×3 занимает 60-е место в мировом рейтинге ФИБА женских сборных по баскетболу 3×3.

## Результаты выступлений
| Турнир                           | Золото | Серебро | Бронза | Всего |
| -------------------------------- | ------ | ------- | ------ | ----- |
| Чемпионат Америки (3×3 AmeriCup) | —      | —       | —      | —     |
| Итого                            | —      | —       | —      | —     |

### Чемпионат Америки по баскетболу 3×3 (AmeriCup)
| Год           | Место          | Игры           | Победы         | Поражения      | Состав команды |
| ------------- | -------------- | -------------- | -------------- | -------------- | --- |
| 2021—2022     | не участвовали | не участвовали | не участвовали | не участвовали | не участвовали |
| Сан-Хуан 2023 | 8              | 3              | 1              | 2              | Arianna Shanick Macias Zambrano, Ana Isabel Mora Valdez, Dayanna Estefania Salcedo Salazar, Paulina Vanessa Vaicekauskas Calderón |